# Toamasina
Toamasina (ou Tamatave pour son nom français), est une grande ville portuaire d'environ 379 000 habitants dans l'est de Madagascar, chef-lieu de la région d'Atsinanana (« Est » en français) et de l'ancienne province de Toamasina (jusqu'en 2009). La cité est située à 353 km au nord-est de la capitale, Antananarivo. Sa superficie de 28 km² correspond au district de Toamasina-I ; son aire urbaine est estimée à 458 000 habitants en 2021, ce qui en fait la deuxième ville du pays.

## Géographie
Au niveau géographique, la ville est située entre d'un côté l'océan Indien, territoire des requins et de l'autre les lagunes et marais, la rendant difficile d'accès depuis l'intérieur des terres.

### Climat
Le climat est de type tropical : températures chaudes et des pluies fréquentes tout au long de l'année (avec pour Tamatave une température moyenne de 24°C pour 3 500 mm de pluie par an). Les températures minimales se rencontrent en juillet et août avec 17°C, tandis les maximales sont en janvier et février avec 31°C. Au niveau des précipitations, le mois d'octobre est le plus  sec avec seulement 108 mm de pluie, tandis que le mois de mars est le plus humide avec 384 mm.
De janvier à avril, la saison chaude est rythmée par les cyclones tropicaux qui peuvent parfois être extrêmement violents. 

## Toponymie
Sur les cartes du XVIIe siècle apparaît le nom de « Port-aux-Prunes »[réf. souhaitée]. De nos jours, le nom d'« Île aux Prunes » est porté par un îlot inhabité à 10 milles nautiques au nord-nord-est de Tamatave et sur lequel se trouve un phare.
Le sieur de Flacourt est le premier à mentionner Tamatave en 1655, dans son ouvrage Histoire de la grande île Madagascar :

« Depuis la baie d'Antongil que l'on nomme ici Manghabei, jusqu'au Port-aux-Prunes, qu'ils [les Malgaches] nomment Tamatavy. »

Au cours du XVIIIe siècle ces deux noms de « Port-aux-Prunes » ou « Tametavi » figurent sur les cartes, avec parfois une variante : « Port-Tametavi ».
Sur la Chart of part of the east coast of Madagascar, établie par le chevalier Grenier en 1768 et publiée en 1782 à Londres, figure pour la première fois le nom de la ville sous sa forme actuelle[réf. souhaitée], Tamatave. Ce nom remplace définitivement celui de « Port-aux-Prunes », qui n'apparaît plus par la suite en cartographie.
Le toponyme malgache Toamasina semble n'apparaître dans aucun document d'origine européenne avant Histoire et géographie de Madagascar de Henry Descamps (1884). L'interprétation traditionnelle de ce nom est la suivante : le roi merina des Hauts-Plateaux, Radama Ier, découvrant la mer pour la première fois lors de sa conquête de Madagascar, aurait porté un peu d'eau à sa bouche et se serait exclamé : Toa masina ! (« C'est salé ! »).
La ville et sa province portent officiellement seul le nom de Toamasina, mais le nom français de Tamatave est toujours autant utilisé.

## Histoire
La ville prend son essor sous le règne de Radama Ier  (1816-1828), qui l’utilise comme plateforme commerciale pour la traite des esclaves avec les puissances occidentales.
La présence de deux lignes de récifs coralliens protège la rade de Toamasina contre la haute mer et lui assure une sécurité relative.
Avec la colonisation française à la fin du XIXe siècle, elle devient, au détriment de Majunga, le premier port de l’île et donc la principale fenêtre maritime du pays. La majorité du commerce avec les Britanniques transite alors par Toamasina. On y trouve également des maisons de négoce américaines, allemandes et suisses. Les Indiens sont aussi très nombreux, quant aux Chinois, ils possèdent à cette époque une centaine de magasins dans lesquels ils vendent surtout des denrées à l'usage des Européens, mais aussi du riz. La présence de plus en plus nombreuse de ces derniers porte préjudice à l'activité commerciale des autochtones, au point où l'administration coloniale finit par prendre des mesures, comme les taxes de capitation élevées, afin d'atténuer les effets de cette concurrence.
Toujours à la fin du XIXe siècle, un entrepreneur français prend l'initiative de construire un appontement d'une longueur de 200 à 500 mètres qui, éclairé la nuit, facilite les opérations d'embarquement et de débarquement tant des marchandises que des passagers, notamment durant les fortes houles.
Mais, résultat de constructions sommaires et fragiles, la ville est presque totalement détruite par le cyclone tropical du 3 mars 1927. La volonté de ses habitants et une aide financière conséquente de l’île Maurice permettent de reconstruire une ville plus moderne et mieux organisée.
Tamatave doit à la période coloniale son plan en damier autour de l'avenue de l'Indépendance, qui débute par l'hôtel de ville à l'est et se termine à l'ouest par la place de la République s'ouvrant sur la mer.
En 1929, le premier port en eau profonde permettant de décharger directement à terre marchandises et passagers est construit par un consortium franco-allemand.
En janvier 1994, la ville fut de nouveau détruite à 80 % par le cyclone Geralda.

## Politique et administration

### Situation administrative
Le territoire de la commune de Tamatave correspond à celui du district de Tamatave I. La commune compte 138 fokontany.

### Jumelage
- Saint-Étienne (France) depuis 1967.
- Le Port (La Réunion) (France) depuis 1996.
- Ningbo (Chine) depuis 2012.

## Population et société

### Démographie
Toamasina est une ville cosmopolite, majoritairement peuplée par les Betsimisaraka. En plus des autres ethnies de l'île, elle abrite aussi une très importante communauté chinoise (le plus souvent métissée), indo-pakistanaise, ainsi qu'une minorité européenne.
Avec sa population d'environ 379 000, elle est la deuxième agglomération de Madagascar, derrière Antananarivo la capitale, mais devant Antsirabe, Mahajanga et Fianarantsoa.

### Éducation

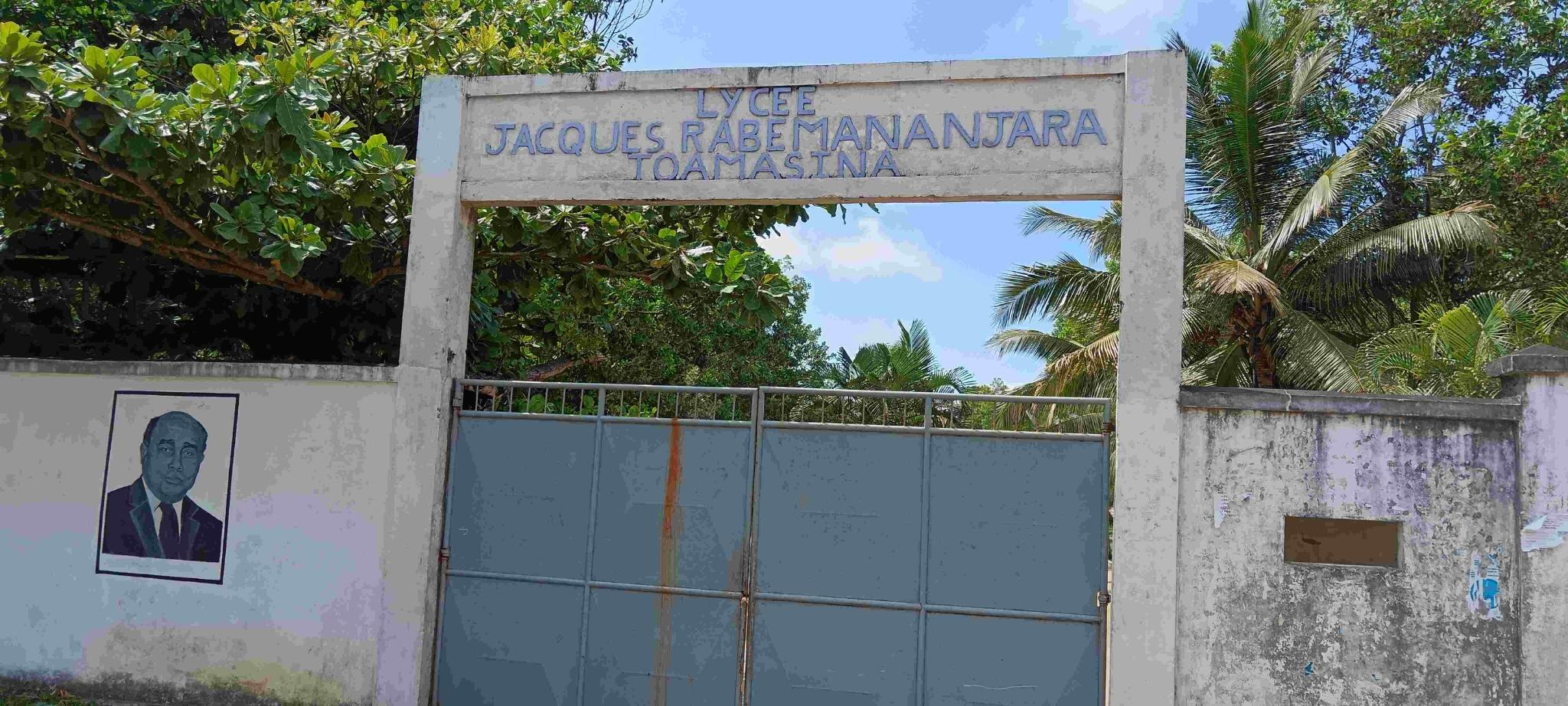
Lycée J. Rabemananjara

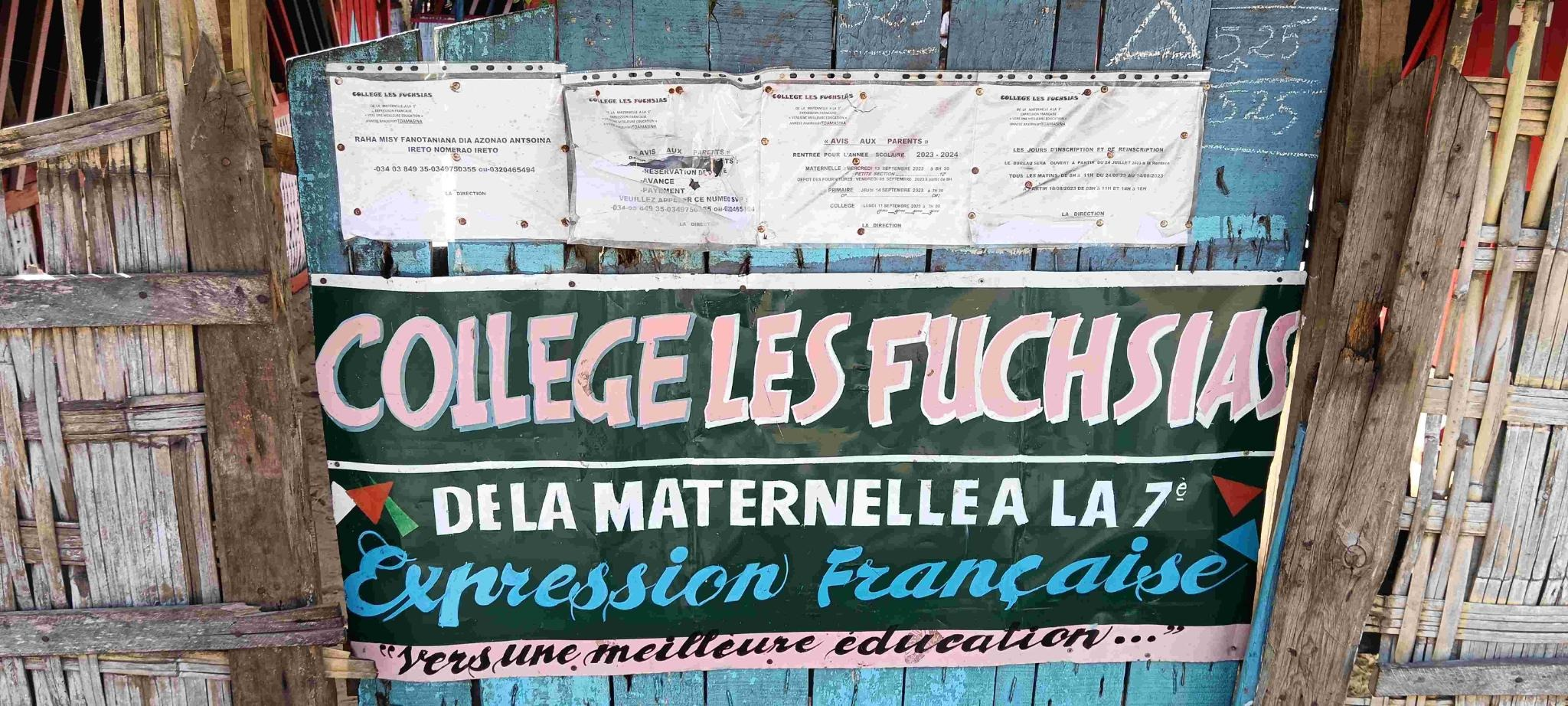
Enseignement primaire privé

La ville compte une université, fondée en 1977. Son campus se trouve aux limites occidentales de la ville.
Il n'y a qu'un seul lycée public pour toute la ville, nommé « Jacques Rabemananjara » et regroupant quelque 4 000 élèves. Les autres lycées sont des établissements privés, en grande partie ecclésiastiques, par exemple : le « lycée Stella Maris ». Un Lycée français existe également.
Au sein du primaire, les écoles privées combinant maternelle et élémentaire (la dernière classe s'appelant la 7e) foisonnent ; elles mettent souvent en avant un accent sur l'expression française ou anglaise.
Toamasina abrite le seul centre d'apprentissage post-bac à proprement parler sur le sol malgache – « Épigasy ». Situé dans le quartier de Tanamakoa, proche du Lycée français, il forme des jeunes issus de couches défavorisées au métier de boulanger et pâtissier. Cette institution remonte à l'engagement d'une association suisse avec laquelle un échange est maintenu.

## Lieux de culte
Parmi les lieux de culte, il y a principalement des églises et des temples chrétiens :
- Archidiocèse de Toamasina (Église catholique malgache) dont le siège est la cathédrale Saint-Joseph.
- Église de Jésus-Christ à Madagascar (Communion mondiale d'Églises réformées)
- Église luthérienne malgache (Fédération luthérienne mondiale)
- Assemblées de Dieu
- Association des églises bibliques baptistes de Madagascar (Alliance baptiste mondiale)[8]

Il y a également des mosquées.

## Économie

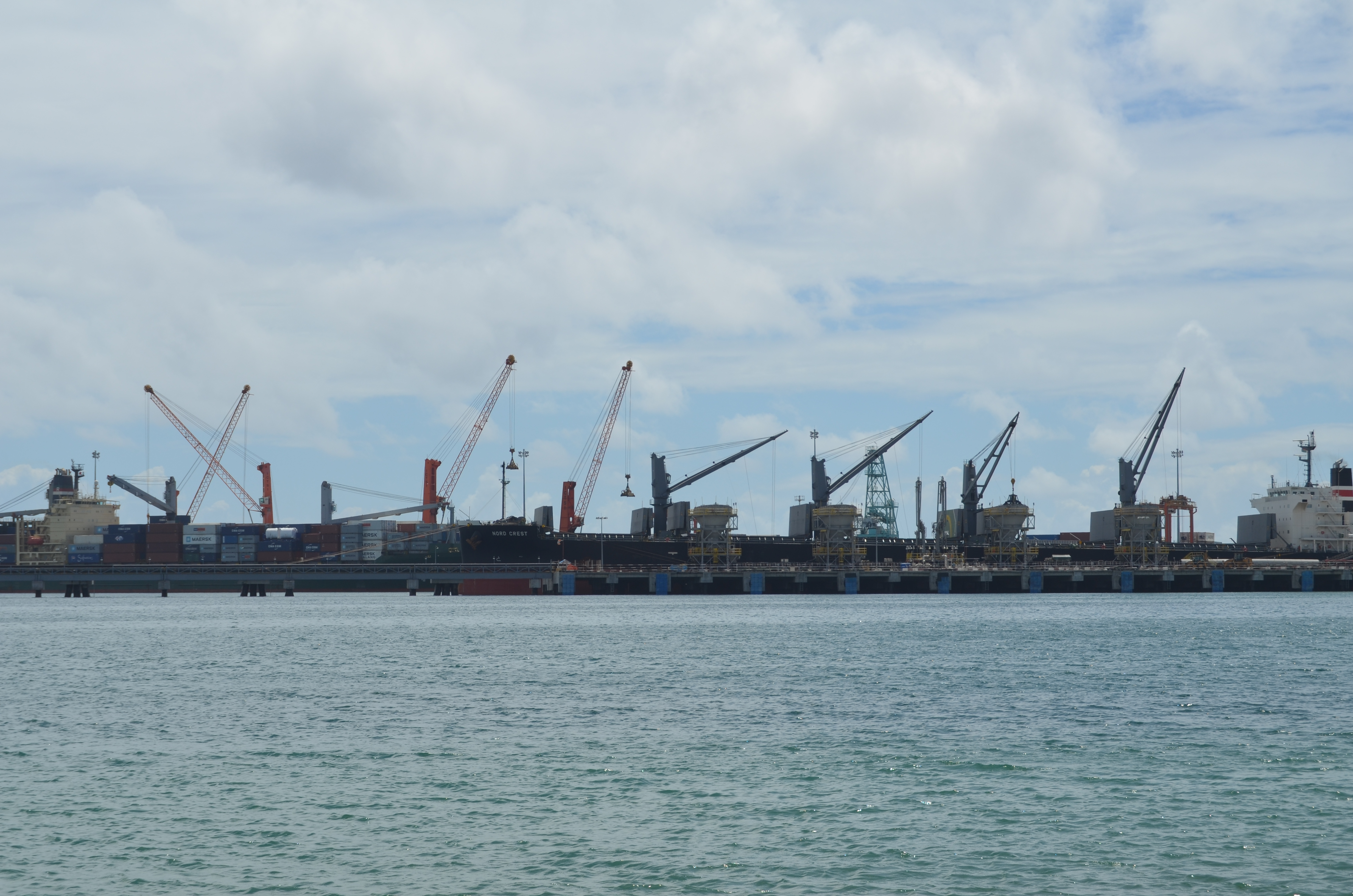
Grues du port de Tamatave.

### Agriculture, industrie et ressources minières
Capitale de l’est, au débouché du canal des Pangalanes (axe majeur de transport des marchandises le long de la côte est malgache), Tamatave est le principal port maritime de Madagascar qui permet d'exporter les produits agricoles de la région : vanille, girofle, litchi, café. C'est aussi par la voie maritime que le pays importe ses besoins en hydrocarbures et pour c'est cette raison que la ville possède une importante raffinerie de pétrole assurant l’approvisionnement de la capitale. 
Depuis 2007, le grand projet minier d'Ambatovy, situé à moins de 250 kilomètres au sud-ouest de la ville et conduit par un consortium étranger (Sherritt, SNC Lavallin, Sumitomo Corporation), incite celui-ci à construire une usine de traitement de minerais de cobalt et de nickel dans la banlieue sud de la ville (le minerai est alors acheminé par pipeline depuis le site minier). Ainsi traité, il est transporté par train de marchandises jusqu'au port de Toamasina pour y être exporté. Ce projet a métamorphosé l'économie de la région en réduisant sensiblement le taux de chômage, et permis de réhabiliter plusieurs infrastructures.

### Coopération et humanitaire
Une association humanitaire française, Ô Bout du Monde, créée en 2006 à Questembert (Morbihan), appartenant au Service Éducatif des Missions Internationales Lasalliennes (SEMIL), a créé des liens forts avec des locaux en rénovant un refuge pour les enfants de la rue et va bientôt revenir sur le terrain en 2010 pour continuer son action mais cette fois-ci sur un autre plan d'action, une rénovation d'un autre établissement dans la ville de Tamatave.
Depuis 2004, la ville accueille le siège du PPRR financé par le FIDA.
Ce programme, d'une durée de vie de huit ans, englobe les régions de l'Est et d'Analanjirofo et a pour objectif de réduire la pauvreté rurale par l'accroissement des revenus des producteurs et le renforcement des communautés de base à prendre en charge leur développement.
Dans la partie est de Madagascar, plus de 75 % de la population vit sous le seuil de pauvreté.

## Transports

### Tranports interurbains
La ville est reliée par voie aérienne avec l'aéroport Ambalamanasy, situé à la périphérie nord de la ville. 
Elle est aussi desservie par voie ferrée via la ligne Tananarive-Côte Est, dont la gare de Toamasina, formellement son terminus, a repris de l'activité jusqu'à Moramanga pour le service voyageur, le 1er juin 2023,,. 
Elle est également accessible par les routes nationales 2 (vers Antananarivo) et 5 (vers le nord, par exemple : Foulpointe, Fénérive-Est, Soanierana Ivongo — désservant l'île Sainte-Marie —, Mananara Avaratra et Maroantsetra). La première autoroute malgache actuellement en construction doit relier Antananarivo à Toamasina en 2 h 30.

### Transports urbains
Malgré le fait que Toamasina est la deuxième agglomération la plus peuplée du pays, elle ne possède plus aucun réseau de transports en commun (analogues aux taxis be encore en circulation à Antananarivo), ceux-ci ayant été supprimés depuis la pandémie de Covid-19. La majorité de la population ne disposant pas de moyens de locomotion personnels fait alors appel aux très nombreux cyclo-pousses et tuk-tuks qui parcourent la ville.

### Transports maritimes
Le port autonome de Toamasina est le plus grand port du pays absorbant 80% du fret maritime malgache avec le monde extérieur. En 2016, l'Agence de coopération internationale du Japon (JICA), débloque un prêt concessionnel de 411 millions de dollars, représentant 65 % des 638 millions de dollars nécessaires à la modernisation et à l’extension du port. L'ambition du gouvernement malgache est de quadrupler la capacité du port et faire de Toamasina une plateforme portuaire de redistribution des marchandises supranationale.

## Patrimoine
- Canal des Pangalanes
- Cathédrale Saint-Joseph de Toamasina, bâtie sur le site de la première église construite par les missionnaires jésuites, elle abrite le reliquaire contenant les restes d'Henri de Solages, prêtre missionnaire, fondateur de l'Église catholique malgache.

## Culture et patrimoine

### Personnalités liées à la commune
- André Michaux, botaniste français, y est décédé en 1802.
- Napoléon de Lastelle (1802-1856).
- Juliette Fiche (1811-1889).
- Antoine, chanteur français, y est né 1944.

### Devise
- « Furente Procurat Vento » : « Les vents lui donnent toute force ».